# Mai 1857

## Événements
- 1er mai : reddition de William Walker. Le Guatemala, le Honduras et le Salvador forment une coalition avec l’aide de la Grande-Bretagne, pour lutter contre l’expansion de la « phalange américaine » de William Walker, un aventurier américain qui tente de s’emparer du Nicaragua. La position géographique du pays, pour la construction d’un canal en fait un objet de convoitise.

- 2 mai : mort à Paris d'Alfred de Musset.

- 9 mai, Inde : les soldats de Meerut, à 50 km de Delhi, libèrent leurs camarades enfermés et massacrent les officiers européens.

- 11 mai :
  - Inde : les révoltés marchent sur Delhi, massacrant les Européens et proclament Bahadur Shah II empereur. Des insurrections éclatent au Rajputana, en Inde Centrale, dans la principauté de Bénarès, au Bihâr.
  - Décès de Eugène-François Vidocq à Paris au 2 rue Saint-Pierre-Popincourt, il a 82 ans.

- 25 mai : fondation de la ville de Dakar au Sénégal.

- 26 mai : Frédéric-Guillaume IV de Prusse renonce à sa suzeraineté sur le canton de Neuchâtel après l’échec du coup d’État de 1856.

- 28 mai : en Espagne, inauguration de la section Alar del Rey-Reinosa du chemin de fer d'Alar del Rey à Santander.

## Naissances
- 1er mai : Théo Van Gogh, négociant d'art († 25 janvier 1891).
- 19 mai : Léonie de Bazelaire, femme de lettres et peintre française († 23 juillet 1926).
- 31 mai : Ambrogio Damiano Achille Ratti, futur pape Pie XI.

## Décès
- 2 mai : Alfred de Musset (47 ans), poète et dramaturge français, à Paris.
- 16 mai : Vassili Tropinine, peintre russe (° 30 mars 1776).